# Puig de Migdia (el Montmell)
El Puig de Migdia és una muntanya de 690 metres que es troba al municipi del Montmell, a la comarca catalana del Baix Penedès.